# Love Me Two Times
Love Me Two Times – utwór zespołu The Doors z 1966, wydany jako drugi singiel z albumu Strange Days, opublikowanej w 1967 roku. Mimo że autorstwo piosenki przypisywane jest całej grupie, to jednak muzykę, jak i tekst napisał gitarzysta Robby Krieger. Utwór był przeznaczony na debiutancką płytę formacji, jednak został on odrzucony, pojawiając się dopiero na ich drugiej płycie.

## Tekst utworu
Tekst utworu odnosi się zarówno do członków zespołu ruszających w trasę, jak i amerykańskich żołnierzy udających się na wojnę wietnamską. Tematem jest seks, jako sposób przetrwania trudnych czasów. Sam utwór jest kontynuacją losów bohatera, odrzuconego kochanka, poprzedniej piosenki z tego samego albumu „You’re Lost Little Girl”.

## Inne wersje
Cover piosenki został nagrany przez zespół Aerosmith w 1990 dla potrzeb filmu Air America. We wrześniu tego samego roku amerykańska stacja MTV wyemitowała występ grupy, w ramach programu MTV Unplugged, jednak „Love Me Two Times” w telewizji się nie pojawiło.